# Heteromysis tethysiana
Heteromysis tethysiana är en kräftdjursart som beskrevs av Mihai Bacescu 1983. Heteromysis tethysiana ingår i släktet Heteromysis och familjen Mysidae. Inga underarter finns listade i Catalogue of Life.